# Pseudomyrmex colei
Pseudomyrmex colei es una especie de hormiga del género Pseudomyrmex, subfamilia Pseudomyrmecinae.

## Historia
Esta especie fue descrita científicamente por Enzmann en 1944.